# Bedelaarskop
Bedelaarskop is een tekening van de Nederlandse kunstenaar Theo van Doesburg.

## Voorstelling

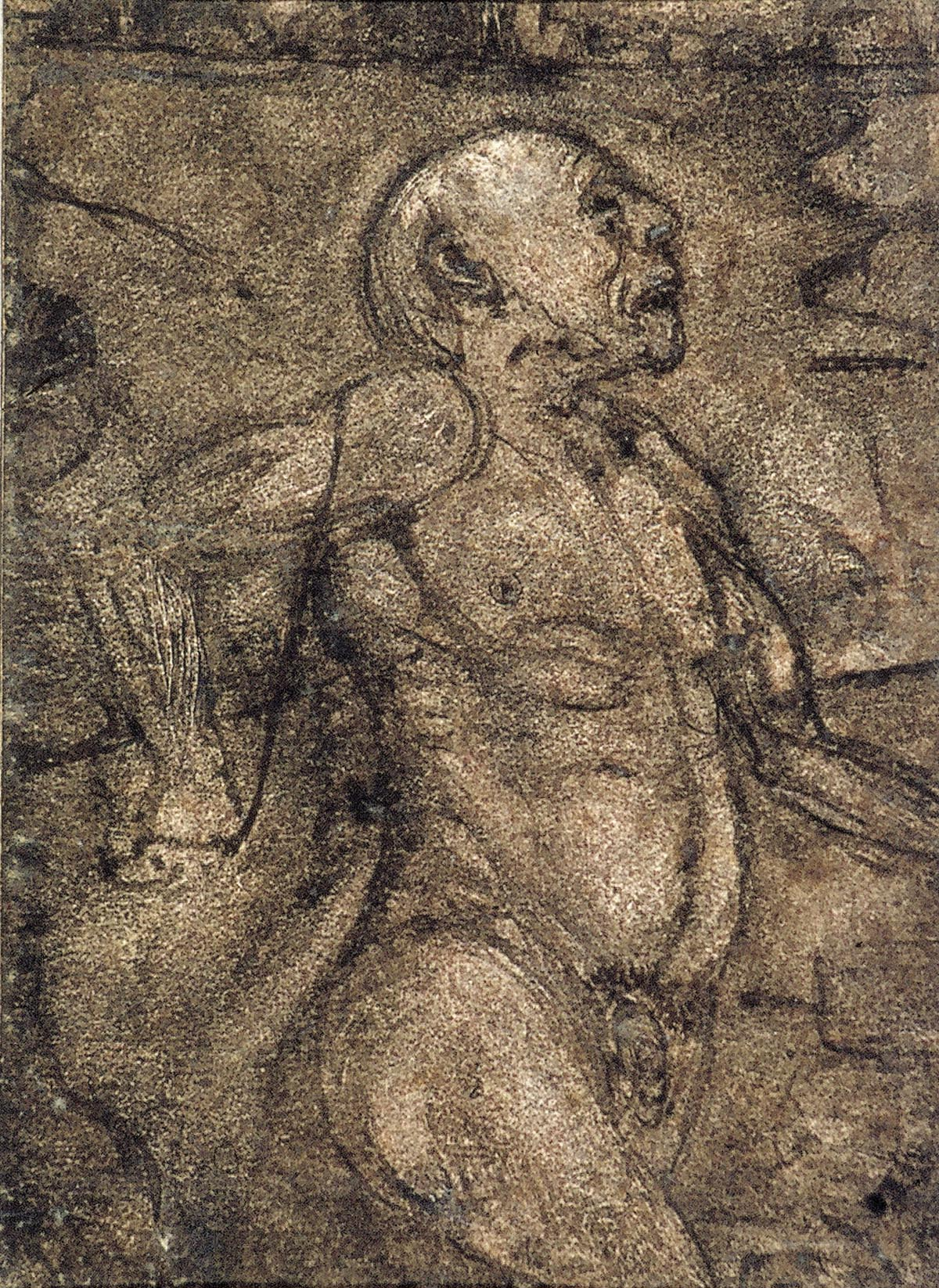
Theo van Doesburg. Mannelijk naakt. 1905. Potlood en bruine aquarel op papier. Utrecht, Centraal Museum.

Volgens Van Doesburgs portfolio in het Rijksbureau voor Kunsthistorische Documentatie stelt het een bedelaar voor. De tekening bevat linksboven in het Frans het opschrift ‘vu dans le - but / d'or - / VDoesburg’ (gezicht op het gouden einddoel, Van Doesburg) en rechtsonder ‘Paris’. Het is mogelijk dat Van Doesburg al rond 1905 in Parijs is geweest. Op 24 juni 1923 schrijft hij aan Evert Rinsema: ‘Het is bijna nog prettiger, vrijer als voor 20 jaren toen ik hier [in Parijs] mijn eerst ‘bohèmetijd’ vierde’. Nadere gegevens over dit verblijf ontbreken echter.

## Datering
Omdat het werk stilistisch overeenkomt met de tekeningen Mannelijk naakt en Portret van een huilende man, is het aannemelijk dat het in 1905 ontstond.

## Herkomst
Het werk is alleen bekend van een foto in Van Doesburgs portfolio. Van Doesburg nam het werk begin jaren 20 mee naar Weimar, waar hij het liet fotograferen door Paula Stockmar. Sindsdien ontbreekt ieder spoor.